# Bukovina
Bukovina (ukrajinski: Буковина/Bukovyna, rumunjski: Bucovina, njemački:  Bukowina) je povijesna pokrajina smještena na granici Rumunjske i Ukrajine.

## Zemljopis
Bukovina je karpatska regija, a nalazi se u sjeveroistočnoj Rumunjskoj u županiji Suceava, i jugozapadnoj Ukrajini u Černovačkoj oblasti.

## Povijest
U 5. stoljeću Bukovinom su vladali Avari, pa sve do 7. stoljeća kada su se pojavili Slaveni koji su se tu tada i naselili. Od 9. do 14. stoljeća Bukovina je bila dio Kijevske Rusije koja tada naglo jača. U tom periodu nastaju Galicija i Lodomerija kao regije u Bukovini.
U periodu od 1349. do 1384. godine sjeverni dio Bukovine je pod vlašću Kraljevine Poljske, a južni dio je pod vlašću Moldavije. U tom periodu se osniva grad Suceava koji je 1388. godine postao središte pokrajine, a bio je pod vladavinom Moldavije.
Između 1385. i 1569. godine vlast nad sjevernim dijelom Bukovine naizmjenično dijele Kraljevina Poljska i Moldavija. U 16. stoljeću, točnije 1512. godine, Moldavija podpada pod vlast Turaka, a istovremeno i cjelokupni teritorij Bukovine. Sjeverni dio Bukovine se vratio pod poljsku vlast 1541. godine.
Poslije nemilih događaja u Madéfalvi, 1764. godine, nekoliko tisuća Sikula se iseljava iz Erdelja i odlazi prvo u Moldaviju, a ubrzo zatim i u Bukovinu gdje osnivaju svojih pet sela. Tijekom 19. i 20. stoljeća Sikuli su napustili ta sela, i vratili se u stara naselja ili prešli u novoosnovana naselja tijekom velike seobe Sikula 1883. godini. Od toga doba je i nastao pojam Bukovinski Sikuli.
Tijekom 1772. godine došlo je do podjele Bukovine između tadašnje Poljske, Austrije i Rusije. Poslije pobjede Austrije i Rusije protiv Turske, 1775. godine, Austrija dobiva i dio Moldavije i samim tim područje oko Suceave, tada Bukovina dobiva autonomiju u okviru Austro-Ugarske Monarhije. Crkvenom organizacijom su ukrajinski kršćani grčkog obreda iz Bukovine i hrvatski kršćani grčkog obreda iz austrijske carske pokrajine Dalmacije bili u istoj upravnoj jedinici, Bukovinsko-dalmatinske metropoliji.
1917. je godine Ukrajina proglasila neovisnost od Austro-Ugarske i Ukrajine. U tom je vremenu Bukovina došla ponovo pod ukrajinsku vlast. 1919. godine, Bukovina dolazi pod Rumunjsku. Novim europskim prekrajanjima poslije 1940. godine zapadni dio Bukovine došao je pod sovjetsku vlast kojom su drmali Rusi. Osovinskim prekrajanjem zemljovida Bukovina opet potpada pod Rumunjsku, a nakon sovjetskog nadiranja opet dolazi u sastav SSSR-a. SSSR je kao i za prijašnjih vlasti nastavio s antiukrajinizmom. O sudbini ukrajinskog naroda koji je pretrpio brojne represije i progone za tih vremena, neslomljivosti njegova duha i unutarnjeg otpora pisala je ukrajinska književnica Marija Matios u svom romanu Slatka Darica, gdje je kroz sudbinu glavne junakinje opisala sudbinu svoje Bukovine i svog ukrajinskog naroda.

## Stanovništvo
Zbog mnogo brojnih promjena vladara u Bukovini je stanovništvo veoma šaroliko po nacionalnosti, ali se može reći da na jugu Bukovine većinom žive Rumunji a na sjeveru Ukrajinci.
Po popisu iz 1910. godine Bukovina je imala ukupno 800.198 stanovnika i od toga Rusina i Ukrajinaca 38,88%, Rumunja 34,38%, Nijemaca 21,24%, Židova 12,86%, Poljaka 4,55%, Sikula 1,31%, Slovaka 0,08%, ostalo su bili Rusi, Talijani, Srbi, Hrvati, Turci, Armenci i Romi. U 19. i 20. stoljeću mnogo Nijemaca i Rumunja emigriralo je u Sjevernu Ameriku
Po podacima iz popisa u Austro Ugarskoj broj stanovnika po godinama je bio:
Popisi stanovništva u Austro-Ugarskoj
| Godina | Rumunji | Rumunji | Ukrajinci | Ukrajinci | ostali  | ostali |
| ------ | ------- | ------- | --------- | --------- | ------- | ------ |
| 1774.  | 64.000  | 85,33%  | 8.000     | 10,66%    | 3.000   | 4,0%   |
| 1786.  | 91.823  | 67,8%   | 31.671    | 23,4%     | 12.000  | 8,8%   |
| 1848.  | 209.293 | 55,4%   | 108.907   | 28,8%     | 59.381  | 15,8%  |
| 1869.  | 207.000 | 40,5%   | 186.000   | 36,4%     | 118.364 | 23,1%  |
| 1880.  | 190.005 | 33,4%   | 239.960   | 42,2%     | 138.758 | 24,4%  |
| 1890.  | 208.301 | 32,4%   | 268.367   | 41,8%     | 165.827 | 25,8%  |
| 1900.  | 229.018 | 31,4%   | 297.798   | 40,8%     | 203.379 | 27,8%  |
| 1910.  | 273.254 | 34,1%   | 305.101   | 38,4%     | 216.574 | 27,2%  |

### Ukrajinski popis
Po popisu iz 2001. godine ukrajinskoga dijela pokrajine, etnički sastav je sljedeći:
- 75% Ukrajinci
- 12,5% Rumunji
- 7,3% Moldavci
- 4,1% Rusini
- ostali Židovi, Poljaci i Bjelorusi

### Rumunjski popis
Po popisu iz 1992. godine, u Secuava županiji, etnički sastav je sljedeći:
- 96,6% Rumunji
- 1,4% Ukrajinci
- 0,7% Romi
- 0,3% Nijemci
- 0,4% Poljaci
- 0,1% Sikuli (Mađari)

### Gradovi
Najvažniji grad u rumunjskom dijelu Bukovine je Suceava, a ukrajinskom Černovci.

## Vanjske poveznice
- Tradicija, povijest i manastiri Bukovine  Arhivirana inačica izvorne stranice od 17. srpnja 2019. (Wayback Machine)
- Fotografije stare Bukovine  Arhivirana inačica izvorne stranice od 1. rujna 2009. (Wayback Machine)
- Opće informacije o pokrajini

### Ostali projekti
|  | Zajednički poslužitelj ima još gradiva o temi Bukovina |